# Bangou Bi
Der Bangou Bi ist ein kleiner See in Niamey, der Hauptstadt Nigers.

## Geographie
Der Bangou Bi befindet sich im Arrondissement Niamey IV im ländlichen Gemeindegebiet von Niamey. An seinem nordwestlichen Ufer liegt das Dorf Deykouarey und an seinem südöstlichen Ufer der Weiler Bango Banda. Der etwas größere See Bangou Kirey ist einen Kilometer entfernt.
Die Fläche des Bangou Bi beläuft sich auf sechs Hektar. Er erreicht eine Tiefe von 3,5 Metern. Er wird von zwei kleinen Trockentälern (koris) gespeist. Sein Einzugsgebiet ist 25 km² groß.
Der See ist Teil der Übergangszone zwischen Sahel und Sudan. Die durchschnittliche jährliche Niederschlagshöhe beträgt hier zwischen 500 und 600 mm.

## Geschichte
Der Name Bangou Bi kommt aus der Sprache Zarma und bedeutet „schwarzer See“. Als permanentes Gewässer entstand der Bangou Bi, genauso wie der benachbarte Bangou Kirey, in den Jahren 1964 bis 1966. Ab den 1960er Jahren verdrängten in der Gegend Hirsefelder den natürlichen Tigerbusch.

## Ökologie
Das Gewässer ist oligotroph (nährstoffarm). Sein pH-Wert liegt bei 7,75.